# 2008年亞洲沙灘運動會中華台北代表團
2008年亞洲沙灘運動會於2008年10月18日至10月26日在印尼峇里島舉行，中華民國（台灣）以“中華台北”名义參加本屆賽事。

## 獎牌項目
| 比賽項目 | 金牌 | 銀牌 | 銅牌 | 總數 |
| 沙灘木球 | 2    | 1    | 2    | 5    |
| 健美     | 0    | 1    | 0    | 1    |
| 沙灘手球 | 0    | 0    | 1    | 1    |

## 沙灘手球
- 陳德蓉、張雅瑋、許铷芳、朱裘恩、陳映伶、邱郁婷、賈凌慧：女子團體（ 銅牌）

## 沙灘排球
- 林國翔、徐振瑋：男子團體（第6名）
- 郭榮智、蔡金龍：男子團體（第21名）
- 張雅筑、吳可柔：女子團體（第13名）
- 吳淑芬、蔡盈鳳：女子團體（第21名）

## 沙灘木球

### 男子組
- 岳瑋倫：男子個人賽（第7名）
- 蕭家宏：男子個人賽（第8名）
- 陳麒麟、楊熾城、蘇鴻文、岳瑋倫、蔡孟宏、蕭家宏：男子團體賽（ 銅牌）

### 女子組
- 司珮茹：女子個人賽（ 金牌）
- 曾欣儀：女子個人賽（ 銀牌）
- 江方瑀：女子個人賽（ 銅牌）
- 吳芷涵：女子個人賽（第5名）
- 邱雅婷：女子個人賽（第8名）
- 王慧蓉：女子個人賽（第11名）
- 曾欣儀、司珮茹、吳芷涵、邱雅婷、王慧蓉、江方瑀：女子團體賽（ 金牌）

## 鐵人三項
- 謝昇諺：男子個人（第16名）
- 魏振展：男子個人（第8名）
- 汪旖文：女子個人（第10名）

## 健美
- 柯誠宏：男子75公斤級（第8名）
- 黃凱彬：男子80公斤級（第10名）
- 許崇煌：男子85公斤級（ 銀牌）